# Popina-Insel
Die Popina-Insel (rumänisch Insula Popina) ist Teil der Kernzone des Biosphärenreservats Donaudelta. Sie befindet sich im Norden des Razim-Sees, auf dem Areal der Gemeinde Valea Nucarilor, im Kreis Tulcea, in Rumänien. 1994 wurde sie als ein Schutzgebiet in Natur- und Landschaftsschutz der IUCN-Kategorie IV Biotop- und Artenschutzgebiet (Vogelschutzgebiet) ausgewiesen.  

## Beschreibung
Die Popina-Insel erstreckt sich auf einer Fläche von 98 Hektar im nördlichen Teil des Razim-Sees. Sie ist mit einer Höhe von 47 Metern der höchstgelegene Ort des Reservats. Auf den Landkarten des 19. Jahrhunderts ist sie auch unter der Bezeichnung „Pochina“ anzutreffen.
Die Popina-Insel wurde 1933–1941 erstmals unter Naturschutz gestellt. Durch den Regierungsbeschluss Nummer 248 vom 27. Mai 1994, der die Anwendung des Gesetzes Nummer 82 von 1993 zur Gründung des Biosphärenreservats Donaudelta regelt, wurde die Popina-Insel zum strengen Naturreservat/Wildnisgebiet ausgewiesen.
Nähere Untersuchungen erwiesen, dass die Insel durch einen 1 bis 1,5 m tiefen Kanal geteilt ist, und dass somit zwei Inseln bestehen. Die kleinere, im Südwesten befindliche Insel wird von der lokalen Bevölkerung Popinet genannt.

## Fauna und Flora
Bedingt durch die Trennung vom Festland, fanden hier seltene Arten von Insekten und Reptilien einen geeigneten Lebensraum, wie die giftige Schwarze Witwe (Latrodectus tredecimguttatus) oder der Riesentausendfüssler (Scolopendra cingulata). Die Insel ist der einzige Ort weltweit, an dem die endemische Heuschrecke Isophya dobrogensis lebt.
Die Popina-Insel ist ein wichtiger Rast- und Durchzugsort für zahlreiche Zugvögel. Mit dem Frühjahrszug kommen Nachtigall (Luscinia megarhynchos), Kappenammer (Emberiza melanocephala) und die Kalanderlerche (Melanocorypha calandra).
Hier nisten Entenvögel (Anatidae) und Seeschwalben (Sternidae). Im Winter wird das Westufer des Razim-Sees von einer Million Gänsevögeln (Anseriformes), davon etwa 20.000 Rothalsgänsen (Branta ruficollis), die aus dem arktischen Russland kommen, bevölkert.
Die Insel ist eine bedeutende Brutstätte für Brandgans (Tadorna tadorna) und Rostgans (Tadorna ferruginea).
Hier gedeihen auch seltene Arten von Steppenpflanzen.
Im Umkreis der Popina-Insel wurden von 3.600 Hektar zu Renaturierungszonen für die Wiederherstellung des ökologischen Gleichgewichts ausgewiesen.